# Appelez-moi le Père Noël !
Pour plus de détails, voir Fiche technique et Distribution.
Appelez-moi le Père Noël ! ou Je hais le Père Noël (Call Me Claus) est un téléfilm de Noêl américain réalisé par Peter Werner et diffusé en 2001 sur TNT.

## Synopsis
Pour Lucy Cullins, la saison de Noël est synonyme de souvenirs douloureux et de cynisme. Trente ans plus tôt, pourtant, son visage était lumineux. Elle portait le chapeau du père Noël en lui demandant de ramener son père du Viêt Nam. Mais en apprenant qu'il était mort au combat, Lucy en a tenu le père Noël pour personnellement responsable. Aujourd'hui responsable d'une chaîne de télévision, elle ne peut s'empêcher de se sentir triste lorsque les fêtes approchent.

## Fiche technique
- Titre original : Call Me Claus
- Titre français : Appelez-moi le Père Noël ! ou Je hais le Père Noël (DVD)
- Réalisation : Peter Werner
- Scénario : Sara Bernstein, Gregory Bernstein et Brian Bird
- Histoire : Sara Bernstein, Gregory Bernstein et Paul Mooney
- Musique : Grant Geissman et Van Dyke Parks
- Photographie : Neil Roach
- Société de production : Columbia TriStar Television
- Durée : 90 minutes
- Dates de premières diffusions :
  - États-Unis : 2 décembre 2001 sur TNT
  - France : 21 décembre 2005 sur TF1

## Distribution
- Whoopi Goldberg (VF : Maïk Darah) : Lucy Cullins
- Nigel Hawthorne (VF : Philippe Dumat) : Nick, le père Noël
- Brian Stokes Mitchell (VF : Jean-Louis Faure) : Cameron
- Victor Garber (VF : Christophe Lemee) : Taylor
- Taylor Negron (VF : Bernard Alane) : Ralph
- Frankie Faison (VF : Med Hondo) : Dwayne
- Melody Garrett : la maman de Lucy
- Jasmine Guy : Iesha

 Source et légende : version française (VF) sur RS Doublage